# Ramanathapuram
Ramanathapuram là một thành phố và khu đô thị của quận Ramanathapuram thuộc bang Tamil Nadu, Ấn Độ.

## Địa lý
Ramanathapuram có vị trí 9°23′B 78°50′Đ / 9,38°B 78,83°Đ Nó có độ cao trung bình là 2 mét (6 feet).

## Nhân khẩu
Theo điều tra dân số năm 2001 của Ấn Độ, Ramanathapuram có dân số 61.976 người. Phái nam chiếm 50% tổng số dân và phái nữ chiếm 50%. Ramanathapuram có tỷ lệ 79% biết đọc biết viết, cao hơn tỷ lệ trung bình toàn quốc là 59,5%: tỷ lệ cho phái nam là 84%, và tỷ lệ cho phái nữ là 74%. Tại Ramanathapuram, 11% dân số nhỏ hơn 6 tuổi.